# منتخب سيشل للكريكت
منتخب سيشل للكريكت هو ممثل سيشل الرسمي في المنافسات الدولية في الكريكت .